# Tarbisu
Tarabisu o Tarbisu (moderna Sherif Khan, a la governació de Nínive, a l'Iraq), fou una antiga ciutat assíria a uns 5 km al nord de Nínive. Tarbisu fou excavada a la meitat del segle xix per Austen Henry Layard, i després per Sir Henry Rawlinson, sota el patrocini del Museu Britànic

## Història
fou una població menor fins que Sennàquerib va establir la capital de l'imperi a Nínive. Dos palaus es van construir a la ciutat, un per Assarhaddon i un altre pel príncep Assurbanipal abans de ser rei. També hi havia almenys dos temples, un dels quals estava dedicat a Nergal i fou construït per Sennàquerib, i ampliat per Assurbanipal. La porta nord-oest de Nínive fou anomenada de Nergal per aquest temple i la via entre Nínive i Tarbisu fou completament pavimentada en pedra per orde de Sennàquerib. Fou ocupada pels medes el 612 aC.